# Verzauberter April
Verzauberter April ist eine 1922 erschienene Novelle der britischen Autorin Elizabeth von Arnim.

## Inhalt
Der Roman beginnt mit einer Anzeige in der Londoner Times: „An jene, die Glyzinen und Sonnenschein zu schätzen wissen. Kleines mittelalterliches Castello an der italienischen Mittelmeerküste für den Monat April  möbliert zu vermieten. Notwendiges Personal vorhanden.“
Auf diese Zeilen stößt die unscheinbare Hausfrau Lotty Wilkins in ihrem Frauenclub an einem grauen und regnerischen Tag. Zunächst geht sie darüber hinweg, weil sie es für sich selbst unerfüllbar findet, doch der Gedanke daran setzt sich fest. Zwar hat sie nicht viel Geld – über die Jahre kam ein Notgroschen von 90 Pfund zusammen – aber als eine Nachbarin, Mrs. Arbuthnot, ebenfalls davon fasziniert ist, beschließen die beiden, die sich vorher nicht näher kannten, darauf zu antworten. Rose Arbuthnot ist eine fromme, in einem Kirchenzirkel für die Armen tätige Person, deren Mann Frederick mit seinen historischen Memoiren königlicher Mätressen viel Geld verdient. Er veröffentlicht sie unter dem Pseudonym Ferdinand Arundel. Rose findet diese Bücher abstoßend und flüchtet sich in ihre Religion und ihre Arbeit, ihr Mann ist von ihr enttäuscht, sie langweilt ihn, und so haben sich die Eheleute einander entfremdet. Ähnlich sieht es bei Lotty und ihrem Mann Mellersh aus. Dieser ist ein gebildeter, kunstinteressierter Rechtsanwalt und zeigt sich mit seiner Frau nur aus Pflichtgefühl in der Öffentlichkeit, da er sie als graue Maus empfindet. Der Besitzer des Castellos, Mr. Briggs, antwortet prompt und teilt ihnen die Höhe der Miete – 60 Pfund – mit. Rose besucht ihn, der von ihrem Aussehen und bescheidenem Wesen sehr angetan ist, sie jedoch für eine Kriegswitwe hält. Da sie die geforderte Summe gleich bezahlt, geht er davon aus, dass sie alleine das Anwesen mietet.
Weil die beiden Frauen sich außerstande sehen, die Kosten für diesen Urlaub alleine zu übernehmen, suchen sie durch eine Annonce weitere Interessenten. Es melden sich zwei Damen. Eine davon, Lady Caroline Dester, treffen sie in ihrem Club, die andere, Mrs. Fisher, suchen sie in ihrem Haus auf. Es ist eine ältere Witwe, die viele berühmte Viktorianer aus Kunst und Literatur gekannt hatte, als sie ein kleines Mädchen war. Auch diese nimmt an, dass die beiden Frauen Witwen seien und erklärt, wegen ihres Stockes nicht viel herumlaufen zu können. Man vereinbart, dass Mrs. Wilkins und Mrs. Arbuthnot am 31. März abends in San Salvatore ankommen sollten, die beiden anderen Damen erst am 2. April. Ihrem Mann gegenüber gibt Lotty an, von einer Freundin nach Italien eingeladen worden zu sein, während Rose nur eine Notiz hinterlässt, ohne zu sagen wohin sie fährt, da sie annimmt, es würde Frederick ohnehin nicht interessieren.
Die Fahrt nach Italien ist unerfreulich. Das Wetter ist schlecht, bei der Überfahrt über den Ärmelkanal werden sie seekrank, auch in Italien ist der Himmel bewölkt und als sie schließlich um Mitternacht mit vier Stunden Verspätung am Bahnhof ankommen, regnet es in Strömen. Vorsorglich hat der Gärtner Domenico seinen Cousin Beppo geschickt, die Damen mit seiner Droschke abzuholen. Die glauben zunächst an eine Entführung, werden aber schließlich nach einer wilden Fahrt in San Salvatore in Empfang genommen und auf ihre Zimmer geleitet.
Am nächsten Morgen umgibt sie der schönste Sonnenschein, der Garten steht in voller Blüte. Als die beiden sich etwas umsehen, entdecken sie Lady Caroline auf einer Mauer sitzend. Diese ist außergewöhnlich hübsch und wirkt auf alle bezaubernd und engelhaft. Die ständige Bewunderung und Hofierung ist ihr jedoch lästig und sie wünscht sich mit diesem Urlaub ein Wegkommen von Verfolgung und Aufdringlichkeit. Zum ersten Mal in ihrem Leben grübelt sie und ihr bisheriges Leben kommt ihr schal, laut und leer vor. So zieht sie sich in eine Gartenecke zurück um nachzudenken und möchte nicht gestört werden. Auch Mrs. Fisher ist zwei Tage früher als abgemacht angekommen, um sich genauso wie Lady Dester das schönste Zimmer auszusuchen. Dort will sie alleine mit ihren Erinnerungen bleiben, und obwohl sie wohlhabend ist, gefällt ihr dieser Aufenthalt, der billiger und angenehmer als ein Hotel ist. Die beiden sind die einzigen, die Italienisch sprechen und daher werden sie von der Köchin gefragt, was sie zubereiten soll. Diese macht Vorschläge, die alle sehr kostspielig sind, die Zutaten werden von Verwandten bezogen. 
Lotty fühlt sich gleich wie im Paradies, sie ist wunschlos glücklich und geht auf Entdeckungsreise. Da sie überfließt vor Liebe, schreibt sie am Ende des Tages an ihren Mann, um ihn einzuladen, und ermuntert auch Rose, es ihr gleichzutun. Doch diese denkt, ihren Mann würde das nicht kümmern. Beim gemeinsamen Abendessen beginnt Caroline, sich für Lotty zu interessieren und sie werden Freundinnen. Während das Personal den Eindruck hat, es geschähe nichts: keine Unternehmungen, keine Ausflüge, nur tödliche Stille ausgenommen der Mahlzeiten, sind in Wirklichkeit alle vier geistig sehr rege und haben seltsame Empfindungen. Eine jede denkt über ihr Leben nach; sie erkennen die Wahrheit über sich und ihre Partner. Mrs. Fisher kann sogar ohne ihren Stock gehen.
Ende der Woche kommt tatsächlich Mr. Wilkins an, der sehr angetan von seiner Frau ist, da sie ihn mit Lady Caroline bekannt machen wird und er sich einen Auftrag als Anwalt verspricht. Nach seiner Ankunft möchte er baden. Das Bad ist erst vor kurzem installiert worden und ist kompliziert, ja sogar gefährlich bei unsachgemäßer Handhabung. So darf man etwa den Wasserhahn nicht zudrehen, solange noch Feuer im Ofen brennt. Mr. Wilkins weiß das aber nicht, und so explodiert der Ofen. Im Hinausrennen greift er zu einem Handtuch und stößt mit Lady Caroline zusammen. Diese reagiert souverän und begrüßt ihn, als wäre er korrekt angezogen. Auch Mrs. Fisher wird von ihr taktvoll vorgestellt. Daher stellt sich beim Abendessen bei den beiden Damen ein eigentümliches Gefühl ein, eine gewisse Vertrautheit. Mrs. Fisher findet ihn im Gespräch niveauvoll und respektabel. Lotty erlebt ihren Mann plötzlich unerwartet liebenswürdig, er küsst sie sogar und zwickt sie ins Ohr.
Am ersten Tag der zweiten Woche ist Zahltag; die Rechnungen für die Verpflegung müssen beglichen werden. Mellersh geht davon aus, dass Mrs. Arbuthnot die Gastgeberin ist und erfährt erst jetzt die Wahrheit. Seine Frau gesteht, dass sie ihren Notgroschen herangezogen  hat. Caroline spendet die Summe für die erste Woche.
In der zweiten Woche ist alles harmonisch. Mr. Wilkins ist stolz auf seine Frau wegen ihrer Vertrautheit mit Lady Dester und behandelt sie, als wäre sie liebenswürdig, und so blüht sie auf und wird wirklich liebenswert, was sich wiederum auf ihn auswirkt. Und es bewahrheitet sich Lottys Empfinden, dass San Salvatore eine läuternde Wirkung auf den Charakter hat. Auch Mrs. Fisher wird immer unruhiger; es scheint ihr, als würde sie sich verjüngen und knospen; sie fühlt sich zu Lotty hingezogen. Deren Mann ist bestrebt,  allen drei Damen verlässlich und mitfühlend zu erscheinen, damit sie sich bei Schwierigkeiten um Rat an ihn wenden können und zeigt sich von seiner besten Seite. Er entschließt sich sogar, nicht nur seine eigenen Ausgaben zu bezahlen, sondern auch die seiner Frau, so dass deren Spargroschen unangetastet bleibt.
Am ersten Tag der dritten Woche schreibt Rose endlich an ihren Mann, hat aber wenig Hoffnung, dass er kommt. Trotzdem hofft sie auf ein Telegramm, und tatsächlich kommt bald darauf eines, doch ist es nicht von Frederick, sondern von Mr. Briggs, der seine wie er glaubt einzige Mieterin besuchen will, denn er fühlt sich zu ihr hingezogen. Er ist Vollwaise und Einzelkind und sehnt sich nach Heirat und einem Familienleben. In Rose sieht er die ideale Partnerin. Diese ist geschmeichelt und entdeckt, dass sie den Mann nicht langweilt und wird charmant. Bei seiner Ankunft ist er überrascht, dass es in Wirklichkeit vier Gäste gibt. Mrs. Fisher hält er für eine liebe alte Dame, und so wird sie das auch, was Lotty bei ihrem Eintreten sofort bemerkt und sie küsst. Alle reden ihm zu, über Nacht dazubleiben. In diesem Moment erscheint Caroline, sein Ideal vollkommener Schönheit. Er ist betört und verloren,  bricht zusammen und vergisst Rose völlig.
Caroline erkennt die Anfangssymptome des Besitzergreifens und befürchtet, von ihm überall verfolgt zu werden. Während die Geschichte des Spazierstocks aus Kirschholz erzählt wird, den Briggs Vater als Merkzeichen in die Erde gesteckt hatte und der zu einem Oleander wurde, flieht Caroline und setzt sich an den Rand des Zickzackweges. Plötzlich hört sie Schritte und sieht Ferdinand Arundel, dem ihre Mutter ihren Aufenthaltsort verraten hat. Sie schätzt ihn als harmlosen, gutmütigen Plauderer, lädt ihn zum Essen ein und hofft, durch ihn einen Schutz vor Briggs zu haben. Da sie ihn nur unter seinem Pseudonym kennt, weiß sie nicht, dass er verheiratet ist. In Wirklichkeit betet auch er sie an und hat nur ihretwegen diese Reise unternommen. Francesca geleitet ihn in einen Salotto mit einem Kaminfeuer, um sich etwas auszuruhen, während Caroline auf ihr Zimmer geht. 
Rose hat natürlich bemerkt, dass in Briggs eine Veränderung vorgegangen ist und sieht, dass es mit seiner Verehrung vorbei ist. Dennoch fühlt sie sich heiter und optimistisch und macht sich hübsch für das Abendessen. Dabei denkt sie an Frederick und beschließt, sich mit ihm auszusprechen. Auf dem Weg zum Speisesaal wird sie von einem Kaminfeuer angezogen und sieht ihren Mann dort sitzen. Da sie glaubt, er wäre auf ihren Brief hin gekommen, spricht sie ihn voller Liebe an, umarmt ihn und küsst ihn leidenschaftlich. Anfangs ist er verdutzt, denn er wusste ja nichts von ihrem Hiersein, doch dann küsst er sie wieder. Er hatte sich von ihr ferngehalten, weil sie ständig alles kritisierte, entsetzt über seine Bücher war und alles auf Gottes Augen bezog. Jetzt fühlt er sich wieder bei ihr geborgen und sich trotz seines Alters und seiner Leibesfülle von ihr geliebt. In diesem Augenblick kommt Briggs herein und ruft laut um Verzeihung, worauf ihm Rose ihren Mann vorstellt. Auch Mrs. Fisher und Lotty erscheinen, und alle zusammen gehen sie in den Speisesaal. Mr. Arbuthnot ist verwirrt, denn er weiß nicht, wie das alles zusammenhängt; Rose wiederum ahnt nichts von seiner Bekanntschaft mit Caroline. So fürchtet er eine Katastrophe herannahen. Beim Abendessen kommt Lady Dester wieder zu spät, erfährt, dass Ferdinand Roses Mann ist und reagiert souverän, ohne ihn und sich zu verraten.
Während die Herren nach dem Essen noch im Speisesaal rauchen, sitzen die drei jungen Frauen auf der Mauer und sprechen über die Liebe, die Wunder bewirkt. Mrs. Fisher war in den Salotto mit dem Kamin gegangen.
Schließlich geht Caroline etwas abseits und denkt über Briggs nach, den sie als intelligent und charakterfest einschätzt. Frederick bedankt sich bei ihr für ihre Anständigkeit und Loyalität und geht dann neu verliebt mit Rose in den Garten. Caroline wird bewusst, dass sie im Grunde Briggs die schöne Zeit hier verdankt und bedankt sich bei ihm. Lotty und ihr Mann lassen die beiden alleine und gehen zu Mrs. Fisher. Diese denkt an ihre früheren Freunde und dass sie sich im Grunde ständig wiederholen und nichts Neues bieten und den großen Fehler haben, tot zu sein. Sie sehnt sich nach der Gesellschaft von Lebenden. Lotty ist voller Bedauern mit dieser einsamen alten Frau, ohne Kinder und Freunde. So küsst sie sie wieder und fühlt, dass sie ihr eine gute Freundin werden wird. Vor ihrem geistigen Auge sieht sie, wie die Paare zueinander finden: sie und Mellersh, die „Roses“ und die „Carolines“. Am 1. Mai reisen sie zusammen ab. Ihrer aller Leben hat sich durch diesen Aufenthalt zum Besseren verändert.

## Zusatzinformationen
Die Autorin verbrachte Frühjahr und Sommer 1921 im Castello Brown über dem Hafen von Portofino, um für den Roman zu recherchieren.

## Adaptionen
Die Novelle wurde 1991 von Mike Newell verfilmt (dt. Titel: Verzauberter April, Originaltitel: Enchanted April). Darsteller waren Miranda Richardson, Joan Plowright, Josie Lawrence und Polly Walker. Joan Plowright erhielt für ihre Rolle der Mrs. Fisher 1992 den Golden Globe als beste Nebendarstellerin und eine Oscar-Nominierung in derselben Kategorie.
Im Jahre 2003 arbeitete Matthew Barber die Vorlage zu einem Bühnenstück um, das am Belasco Theatre am Broadway aufgeführt und seit 2005/2006 auch in Deutschland zu sehen ist.

## Unterschiede zum Film
- Im Film besuchen Lotty und Rose gemeinsam den Besitzer des Castellos, nicht Rose allein.
- Im Film wird Mr. Biggs als extrem kurzsichtig dargestellt und ist daher anfangs von Caroline unbeeindruckt. Im Buch ist er sofort Feuer und Flamme.
- Im Film stößt Mrs. Fisher ihren Stock am Ende in die Erde; dieser treibt aus so wie der Oleander in der Erzählung.

## Deutschsprachige Ausgabe
- Elizabeth von Arnim: Verzauberter April. Aus dem Engl. von Adelheid Dormagen. Insel-Verlag, Frankfurt am Main/Leipzig 1995, ISBN 978-3-458-34046-1.